# 南川潤
南川 潤（みなみかわ じゅん、1913年9月2日 - 1955年9月22日）は東京府出身の小説家。風俗小説で知られた。本名、秋山賢止（けんじ）。

## 経歴
東京市日本橋区（現在の東京都中央区）の材木問屋に生まれる。東京府立第一中学校（現在の東京都立日比谷高等学校）を経て慶應義塾大学英文科在学中、小説『掌の性』で第2回三田文学賞受賞。卒業の年に書いた『風俗十日』で第3回三田文学賞受賞。北原武夫と並ぶ三田派の新人として注目を浴びる。
1940年、『春の俘虜』で第11回直木賞候補となるが落選。同年秋、野口冨士男・十返一・船山馨・田宮虎彦・井上立士・牧屋善三・青山光二と共に同人グループ「青年芸術派」を結成。のち坂口安吾・平野謙・埴谷雄高・荒正人・大井廣介たちの同人誌『現代文学』に参加。
1944年、妻の郷里の栃木県足利郡菱村（現・群馬県桐生市）に一家で疎開。1952年、安吾が南川を頼って桐生に移住。安吾に住まいを世話して書上家の邸宅に間借させた。しかし1953年、ブロバリンの大量服用により錯乱状態に陥った安吾が妻三千代に暴行。この事件を機に安吾と絶交。晩年は原水爆廃絶運動に関わった。
1955年9月22日、脳血管栓塞を発症し、菱村の自宅の玄関先で急死。戒名は超然文雅秀潤居士。死後、1959年にウィーン平和賞を贈られた。

## 著書
- 風俗十日 日本文学社 1939
- 果樹園 小説集 昭森社 1940
- 曲馬館 短篇集 学芸社 1940
- 生活の設計 時代書房 1941
- 愛情の建設 時代書房 1941
- 昔の絵 小説集 洛陽書房 1941
- 智慧の装ひ 通文閣 1941 (青年芸術派叢書)
- 都会の子 南方書院 1941
- 白鳥 今日の問題社 1942 (新鋭文学選集)
- 結婚 前田書房 1942
- 結婚創造 淡海堂出版部 1942
- 昔の言葉 佃書房 1942
- 人生再建 淡海堂出版 1942
- 女の土地 南方書院 1943
- 生活の扉 講談社 1943
- 女声合唱 増進堂 1944
- 青春の告白 東方社 1946
- 紅い花白い花 少女小説 梧桐書院 1948
- 女の部屋 コバルト社 1948 (コバルト叢書)
- 窓ひらく季節 臼井書房 1948 (女学生文庫)
- いつか来た道 偕成社 1949
- 背徳の肖像 桐文書院 1949
- 爽やかな情事 現代情事小説 東京一陽社長野分室 1949.9
- 愛情の旅 東方社 1950.10
- 胸にともす灯 東方社 1954
- 情熱の季節 東方社 1954
- 炎の女 東方社 1955
- 夜の賭け 東京社 1955
- 仮装行列 東方社 1955
- 風の欲情 鱒書房 1955 (コバルト新書)
- 妖婦 東方社 1956 (東方新書)